# Semiothisa inchoata
Semiothisa inchoata är en fjärilsart som beskrevs av Walker 1861. Semiothisa inchoata ingår i släktet Semiothisa och familjen mätare. Inga underarter finns listade i Catalogue of Life.